# Kamperveen (plaats)
Kamperveen (Nedersaksisch: Kampervene) is een plaats met verspreide bebouwing in Overijssel.
Het is de benaming voor het gebied tussen de stad Kampen en de provincie Gelderland. Dit klei-op-veengebied werd vanaf ongeveer 1200 ontgonnen. Kamperveen heeft van oudsher drie buurtschappen: De Zande, Zuideinde en Hogeweg. De buurtschappen hebben alle drie een eigen identiteit. Zuideinde leunt meer op het nabijgelegen Gelderse Oosterwolde terwijl De Zande van oudsher wordt gekenmerkt door zijn ligging aan de Hank, een zijtak van de rivier de IJssel. De Hogeweg heeft, net als het Zuideinde, een kerk en een school en ligt midden in de streek. Verspreid tussen de drie kernen bevinden zich agrarische ondernemers die hoofdzakelijk veehouderij bedrijven. Aan de noordkant wordt dit gebied begrensd door het Reevediep en is via o.a. Nieuwendijkbrug, Scheeresluis en de inlaat Het Lange End verbonden met de stad Kampen. Door de komst van het Reevediep is de diversiteit van het landschap in de polder gegroeid. Verder bevinden zich in de polder, diverse kolken en weteringen.

## Geboren
- Jan Terlouw (1931-2025), schrijver en politicus